# Philippe Vorbe
Philippe Vorbe (Porto Príncipe, 14 de setembro de 1947) é um ex-futebolista profissional haitiano que atuava como meio-campista.

## Carreira
Philippe Vorbe fez parte do elenco histórico da Seleção Haitiana de Futebol, na Copa do Mundo de 1974, ele teve três presenças.
Vorbe foi o responsável pela assistência ao gol de Emmanuel Sanon contra a Itália, foi o primeiro gol em Copa do Mundo do Haiti. O lance veio após recuperação da defesa, que chegou em Vorbe que fez belo lançamento para Sanon limpar Dino Zoff e marcar, abrindo o marcador da partida, porém, o time tomou o revés por 3-1.

## Ligações Externas
- Perfil em Fifa.com (em inglês)